# I Swear
«I Swear» — песня американского кантри-исполнителя Джона Майкла Монтгомери, вышедшая в качестве первого сингла с его второго студийного альбома Kickin' It Up (1994). Авторами песни выступили Гари Бейкер и Фрэнк Майерс.
Песня 4 недели возглавляла хит-парад кантри-музыки США в феврале 1994 года и была удостоена награды Академии кантри-музыки ACM Awards в престижной категории «Лучшая песня года» (Song of the Year) и награды Ассоциации кантри-музыки CMA Awards в категории «Лучший сингл года» (Single of the Year). Из трёх номинаций оригинальная версия песни получила одну Грэмми в категории Лучшая кантри-песня.
28 апреля 1994 года вокальный квартет All-4-One выпустил свою версию этой песни, которая стала популярна во всём мире, заняв первое место в нескольких странах, включая Австралию, Канаду и США (№ 1 в Billboard Hot 100) и также получили Грэмми в категории Лучшее вокальное поп-исполнение дуэтом или группой.

## Награды и номинации
В исполнении и версии Джона Майкла Монтгомери.
| Награда       | Категория                       | Результат |
| ------------- | ------------------------------- | --------- |
| Grammy Awards | Лучший мужской кантри-вокал     | Номинация |
| Grammy Awards | Лучшая кантри-песня             | Победа    |
| Grammy Awards | Лучшая песня                    | Номинация |
| ACM Awards    | Песня года (Song of the Year)   | Победа    |
| ACM Awards    | Сингл года (Single of the Year) | Победа    |
| CMA Awards    | Сингл года (Single of the Year) | Победа    |

## Чарты (версияДжона Майкла Монтгомери)

### Еженедельные чарты
| Чарт (1994)                        | Высшая позиция |
| ---------------------------------- | -------------- |
| Канада Canada Country Tracks (RPM) | 1              |
| США (Billboard Hot 100)            | 42             |
| США (Billboard Hot Country Songs)  | 1              |

### Итоговые годовые чарты
| Чарт (1994)                        | Позиция |
| ---------------------------------- | ------- |
| Канада Canada Country Tracks (RPM) | 8       |
| США US Country Songs (Billboard)   | 1       |

## Чарты (версияAll-4-One)
| Чарт (1994–95)                                | Высшая позиция |
| --------------------------------------------- | -------------- |
| Австралия (ARIA)                              | 1              |
| Австрия (Ö3 Austria Top 40)                   | 1              |
| Бельгия (VRT Top 30 Flanders)                 | 2              |
| Канада (RPM)                                  | 1              |
| Дания (IFPI)                                  | 1              |
| Европа (Eurochart Hot 100)                    | 4              |
| Финляндия (Suomen virallinen lista)           | 6              |
| Франция (SNEP)                                | 2              |
| Германия (Media Control Charts)               | 1              |
| Ирландия (IRMA)                               | 3              |
| Нидерланды (Dutch Top 40)                     | 1              |
| Новая Зеландия (RIANZ)                        | 1              |
| Норвегия (VG-lista)                           | 2              |
| Швеция (Sverigetopplistan)                    | 1              |
| Швейцария (Schweizer Hitparade)               | 1              |
| Великобритания (The Official Charts Company)  | 2              |
| США (Billboard Hot 100)                       | 1              |
| США (Billboard Hot Adult Contemporary Tracks) | 3              |
| США (Billboard Hot R&B Singles)               | 13             |
| США (Billboard Rhythmic Top 40)               | 1              |
| США (Billboard Top 40 Mainstream)             | 1              |